# محمد الشوربجي
محمد الشوربجي هو لاعب اسكواش مصري - بريطاني محترف ولد بالإسكندرية في 12 يناير 1991، مثل مصر في العديد من البطولات الدولية في نوفمبر 2014 ومارس 2018، وصل إلى المركز الأول على المستوى الدولي، وهو بطل بطولة العالم للاسكواش عام 2017.
أخوه الأصغر مروان الشوربجي أيضا لاعب اسكواش محترف.

## إنجازات عالمية

### ألقاب

#### بطولة العالم المفتوحة للاسكواش
| النتيجة       | سنة  | المكان           | المنافس في المباراة النهائية | النتيجة في النهائي             |
| المركز الثاني | 2012 | الدوحة، قطر      | رامي عاشور                   | 2-11, 11-6, 11-5, 9-11, 11-8   |
| المركز الثاني | 2014 | الدوحة، قطر      | رامي عاشور                   | 13-11, 7-11, 5-11, 11-5, 14-12 |
| الفوز         | 2017 | مانشستر، إنجلترا | مروان الشوربجي               | 11-5, 9-11, 11-7, 9-11, 11-6   |

#### بطولة بريطانيا المفتوحة للاسكواش
| النتيجة       | سنة  | المنافس في المباراة النهائية | النتيجة في النهائي           |
| الفوز         | 2015 | غريغوري غوتييه               | 11-9, 6-11, 5-11, 11-8, 11-5 |
| الفوز         | 2016 | رامي عاشور                   | 11-2, 11-5, 11-9             |
| المركز الثاني | 2018 | ميغيل أنخيل رودريغيز         | 11-7, 6-11, 8-11, 11-2, 11-9 |

#### بطولة هونغ كونغ المفتوحة للاسكواش
| النتيجة | سنة  | المنافس في المباراة النهائية | النتيجة في النهائي           |
| الفوز   | 2014 | غريغوري غوتييه               | 11-9, 11-2, 4-11, 8-11, 11-4 |
| الفوز   | 2015 | كاميرون بيلي                 | 11-6, 11-8, 11-6             |
| الفوز   | 2017 | علي فرج                      | 11-6, 5-11, 11-4, 7-11, 11-3 |

#### بطولة الأبطال للاسكواش
| النتيجة | سنة  | المنافس في المباراة النهائية | النتيجة في النهائي           |
| الفوز   | 2015 | نيك ماثيو                    | 5-11, 11-9, 11-8, 12-10      |
| الفوز   | 2016 | نيك ماثيو                    | 8-11, 11-6, 11-8, 6-11, 11-6 |

#### بطولة قطر كلاسيك الدولية للاسكواش
| النتيجة       | سنة  | المنافس في المباراة النهائية | النتيجة في النهائي           |
| الفوز         | 2013 | نيك ماثيو                    | 11-5, 5-11, 11-6, 6-11, 11-4 |
| الفوز         | 2015 | غريغوري غوتييه               | 11-5, 11-7, 5-11, 12-10      |
| المركز التاني | 2016 | كريم عبد الجواد              | 12-10, 15-13, 11-7           |
| الفوز         | 2017 | طارق مؤمن                    | 11-8, 10-12, 11-7, 11-7      |

#### بطولة أمريكا المفتوحة للإسكواش
| النتيجة       | سنة  | المنافس في المباراة النهائية | النتيجة في النهائي                |
| الفوز         | 2014 | عمرو شبانة                   | 8-11, 11-9, 11-3, 11-3            |
| الفوز         | 2016 | نيك ماثيو                    | 10-12, 12-14, 11-1, 11-4, 3-0 rtd |
| المركز الثاني | 2017 | علي فرج                      | 12-10, 11-9, 11-8                 |

#### بطولة ويندي سيتي المفتوحة للإسكواش
| النتيجة       | سنة  | المنافس في المباراة النهائية | النتيجة في النهائي  |
| المركز الثاني | 2015 | نيك ماثيو                    | 11-7, 11-2, 11-7    |
| الفوز         | 2016 | نيك ماثيو                    | 11-6, 11-3, 2-0 rtd |
| الفوز         | 2018 | مروان الشوربجي               | 11-8, 11-8, 11-6    |

#### بطولة الجونة الدولية
| النتيجة       | سنة  | المنافس في المباراة النهائية | النتيجة في النهائي             |
| المركز الثاني | 2014 | رامي عاشور                   | 11-7, 12-10, 8-11, 11-8        |
| المركز الثاني | 2015 | رامي عاشور                   | 11-9, 11-6, 4-11, 10-12, 12-10 |
| الفوز         | 2016 | غريغوري غوتييه               | 11-8, 11-8, 11-6               |

## روابط خارجية
- محمد الشوربجي على موقع الاتحاد الدولي لمحترفي الاسكواش (مؤرشف) (الإنجليزية)
- محمد الشوربجي على موقع SquashInfo.com (الإنجليزية)